# Because (斉藤和義のアルバム)
『Because』（ビコーズ）は、斉藤和義通算6枚目のスタジオ・アルバム。1997年12月26日発売。発売元はファンハウス。規格品番：FHCF-2408。2008年9月17日にSPEEDSTAR RECORDSよりSHM-CDにて限定販売された。規格品番：VICL-63026。

## 解説
先行リリースされた、TBS系列『COUNT DOWN TV』オープニング・テーマ「歌うたいのバラッド」（1997/11/21発売）を含む、1997年2作目のスタジオ・アルバム。ファンハウスで発表した最後のオリジナル盤となる。
収録曲のうち、「Hey! Mr.Angryman」が翌1998年2月21日にシングルカットされ、TBS系列バラエティ『さんまのSUPERからくりTV』エンディング・テーマに起用された。
リクルート発行のテイクフリー冊子『R25』（No.217、25頁）掲載のインタビューでは、前アルバム『ジレンマ』（1997/2/26発売、FHCF-2359）や本アルバムあたりで本当の意味でミュージシャン・デビューが出来た気がした、と語られている。
「歌うたいのバラッド」はのちに、Bank Band（桜井和寿、小林武史らによるバンド）がアルバム『沿志奏逢2』（2008/1/16発売、TFCC-86247）でカバーをした。
2008年9月17日に、特殊なCDプレーヤーでなくても高音質再生が可能とされるスーパー・ハイ・マテリアルCDで発売された。初回生産限定のデジパック仕様で、同日発売のCD-BOX『斉藤和義15周年アニバーサリーBOX』（VIZL-302）にも収められている。

## 収録曲
| 全作詞・作曲・編曲: 斉藤和義（※特記以外）。 |                                                    |                       |                       |      |
| #                                           | タイトル                                           | 作詞                  | 作曲・編曲            | 時間 |
| 1.                                          | 「ジユウ ニ ナリタイ」                             | 斉藤和義（※特記以外） | 斉藤和義（※特記以外） | 4:25 |
| 2.                                          | 「煮えきらない男」                                 | 斉藤和義（※特記以外） | 斉藤和義（※特記以外） | 3:56 |
| 3.                                          | 「月影」                                           | 斉藤和義（※特記以外） | 斉藤和義（※特記以外） | 5:00 |
| 4.                                          | 「Hey! Mr.Angryman」                               | 斉藤和義（※特記以外） | 斉藤和義（※特記以外） | 3:50 |
| 5.                                          | 「歌うたいのバラッド」(Strings: 片山敦夫 & 溝口肇) | 斉藤和義（※特記以外） | 斉藤和義（※特記以外） | 6:36 |
| 6.                                          | 「男と女」                                         | 斉藤和義（※特記以外） | 斉藤和義（※特記以外） | 3:59 |
| 7.                                          | 「蝉」                                             | 斉藤和義（※特記以外） | 斉藤和義（※特記以外） | 3:56 |
| 8.                                          | 「PAPARAPA」                                       | 斉藤和義（※特記以外） | 斉藤和義（※特記以外） | 2:43 |
| 9.                                          | 「決断の日」                                       | 斉藤和義（※特記以外） | 斉藤和義（※特記以外） | 2:35 |
| 10.                                         | 「さよなら」(※編曲: 山家清)                        | 斉藤和義（※特記以外） | 斉藤和義（※特記以外） | 4:32 |
| 11.                                         | 「I'm FREE」                                       | 斉藤和義（※特記以外） | 斉藤和義（※特記以外） | 3:20 |
| 合計時間:                                   | 合計時間:                                          | 44:52                 |                       |      |

## 関連作品
- 月影

Golden Delicious - スタジオ音源
十二月 - ライヴ音源
Golden Delicious Hour - ライヴ音源
十二月 〜Winter Caravan Strings〜／初回盤 - ライヴ音源
弾き語り 十二月 in武道館 〜青春ブルース完結編〜 - ライヴ音源
- Hey! Mr.Angryman

十二月 - ライヴ音源
歌うたい15 SINGLES BEST 1993〜2007 - スタジオ音源
- 歌うたいのバラッド

Golden Delicious - スタジオ音源
十二月 - ライヴ音源
Golden Delicious Hour - ライヴ音源
弾き語り 十二月 in武道館 〜青春ブルース完結編〜 - ライヴ音源
白盤 - スタジオ音源
歌うたい15 SINGLES BEST 1993〜2007 - スタジオ音源
斉藤“弾き語り”和義 ライブツアー2009≫2010 十二月 in 大阪城ホール 〜月が昇れば 弾き語る〜 - ライヴ音源
- 蝉

Golden Delicious Hour - ライヴ音源
- I'm FREE

Golden Delicious Hour - ライヴ音源